# دورة الإساءة

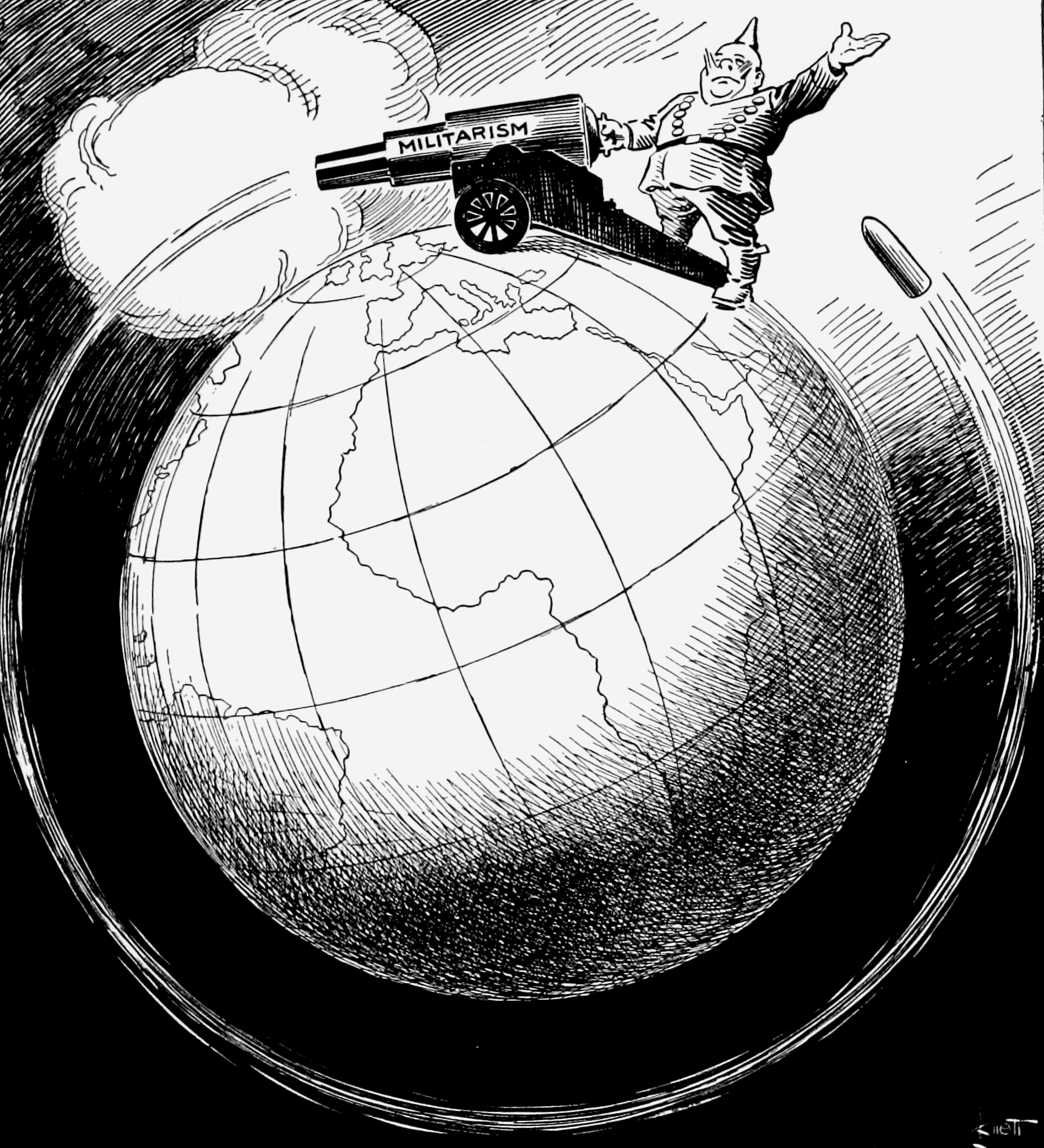

دورة الإساءة أو دورة سوء المعاملة (بالإنجليزية: Cycle of abuse)‏ هي نظرية دورة اجتماعية وضعت في عام 1979 من قبل لينور إي. ووكر (Lenore E. Walker) لشرح أنماط السلوك في العلاقة المسيئة.

## نظرة عامة
أجرت لينور إ. ووكر مقابلات مع 1500 امرأة تعرضن للعنف المنزلي ووجدن أن هناك نمطا مماثلا من سوء المعاملة يسمى «دورة الإساءة أو الاعتداء». في البداية، اقترحت ووكر أن دورة الاعتداء تصفت السلوك الأبوي المسيطر للرجال الذين شعروا بأن لهم الحق في إساءة معاملة زوجاتهم للحفاظ على السيطرة عليها. ومنذ ذلك الحين، استبدلت مصطلحات «دورة الضرب» و «متلازمة المرأة المضطربة» إلى حد كبير بمصطلح «دورة الإساءة» و «متلازمة الضحية» على التوالي لأسباب عديدة منها الحفاظ على الموضوعية؛ لأن دورة الإساءة لا تؤدي دائما إلى الإيذاء البدني؛ ولأن أعراض المتلازمة لوحظت في الرجال والنساء، ولا تقتصر على الزواج والمواعدة. وبالمثل، فقد كتب دتون (1994) أن «انتشار العنف في العلاقات المثلية، والتي يبدو أيضا أنها تمر من خلال دورات الاعتداء من الصعب أن يُفسر من ظل سيطرة الرجال علي النساء».
ويستخدم مفهوم دورة الإساءة على نطاق واسع في برامج العنف المنزلي، ولا سيما في الولايات المتحدة. ويقول النقاد إن النظرية معيبة لأنها لا تنطبق على النحو العالمي كما اقترحت ووكر، لا تصف بدقة أو تماما جميع العلاقات المسيئة، وربما تفضل الافتراضات الأيديولوجية على البيانات التجريبية.

## المراحل
الدورة عادة ما تسير وفقا للترتيب التالي، ويتم تتكررها حتى يتم إيقاف الصراع عادة من قبل الضحية عن طريق التخلي تماما عن العلاقة أو بأي شكل من أشكال تدخل الغير للمساعدة. يمكن أن تحدث الدورة مئات المرات في العلاقة المسيئة، والدورة الكلية قد تأخذ وقت من بضع ساعات، إلى سنة أو أكثر حتي تكتمل. ومع ذلك، فإن طول الدورة عادة ما يتناقص مع مرور الوقت بحيث قد تختفي مراحل «المصالحة» و «الهدوء»، ويصبح العنف أكثر كثافة وتصبح الدورة أكثر تواترا.

### بناء التوتر
يُبني الإجهاد من ضغوط الحياة اليومية، مثل الصراع على الأطفال، والقضايا الزوجية، وسوء الفهم، أو النزاعات الأسرية الأخرى. كما أنه يبني نتيجة مرض أو مشاكل قانونية أو مالية أو بطالة أو أحداث كارثية، مثل الفيضانات والاغتصاب أو الحرب. خلال هذه الفترة، يشعر المعتدي بالتجاهل، والتهديد، الانزعاج. الشعور يستمر في المتوسط عدة دقائق إلى ساعات، وقد يستمر عدة أشهر.
ولمنع العنف، قد تحاول الضحية تقليل التوتر عن طريق أن تصبح خضعة وحانية. أو للوقوف على إساءة المعاملة أو التحضير للعنف أو التقليل من درجة الإصابة، قد تثير الضحية المعتدي.

### العنف الحاد
وتتميز هذه المرحلة بانفجارات عنيفة، حوادث مسيئة يمكن أن يسبقها إساءة لفظية تشمل الإيذاء النفسي. خلال هذه المرحلة يحاول المعتدي السيطرة على شريكه (الضحية) باستخدام العنف المنزلي.
وفي حالة العنف في العلاقات الحميمية، يتأثر الأطفال سلبا من خلال مشاهدة العنف وتآكل علاقة الشريك أيضا. فإخراج الغضب يقلل من التوتر، والمعتدي قد يشعر أو يعبر عن أن الضحية «لو كانت تأتي» له. [5]

### المصالحة / شهر العسل
وقد يبدأ الجاني في الشعور بالندم أو الشعور بالذنب أو الخوف من مغادرة شريكه (الضحية) أو الاتصال بالشرطة. فالضحية تشعر بالألم والخوف والإذلال وعدم الاحترام والارتباك، وقد تشعر بالمسؤولية.
تتميز هذه المرحلة بالمودة أو الاعتذار أو بالتجاهل للحادث، وتمثل نهاية واضحة للعنف، مع تأكيدات بأنه لن يحدث مرة أخرى، أو أن يقوم المعتدي ببذل قصارى جهده للتغيير. وخلال هذه المرحلة قد يشعر المعتدي أو يدعي أنه يشعر بالندم والحزن الشديدين. بعض المعتدين يرحل بعيدا عن الوضع مع تعليق بسيط، ولكن معظمهم في نهاية المطاف سوف يغمر الضحية بالحب والمودة. كما قد يستخدم المعتدي الإيذاء الذاتي أو التهديد بالانتحار لكسب التعاطف و / أو منع الضحية من مغادرة العلاقة. وغالبا ما يكون المعتدون مقنعون جدا، وفي ذات الوقت تتوق الضحية إلى تحسين العلاقة، مما يدفع بالضحية إلي البقاء في العلاقة.

### الهدوء
وخلال هذه المرحلة (التي غالبا ما تعتبر جزء من مرحلة شهر العسل / المصالحة) فإن العلاقة تكون هادئة نسبيا وصالحة للسلام. خلال هذه الفترة قد يوافق المعتدي على المشاركة في الاستشارة، ويطلب المسامحة، ويخلق جو طبيعي. وفي حالة العلاقات الحميمة، قد يشتري المعتدي الهدايا أو يمكن للزوجين أن ينخرطا في ممارسة الجنس العاطفي. ومع مرور الوقت، تصبح اعتذارات المعتدي وطلباته للمغفرة أقل جدية، وتكون موجودة فقط لمنع الانفصال أو التدخل. ومع ذلك تنشأ صعوبات بين الأشخاص بمرور الوقت لا محالة، مما يؤدي مرة أخرى إلى مرحلة بناء التوتر. وقد يشمل تأثير الدورة المستمرة فقدان الحب أو الازدراء أو الشدة أو الإعاقة الجسدية. قد ينفصل الشركاء الحميمون أو يحدث الطلاق، أو في أقصى الحدود، قد يُقتل شخص ما.